# Ippolito Scarsella

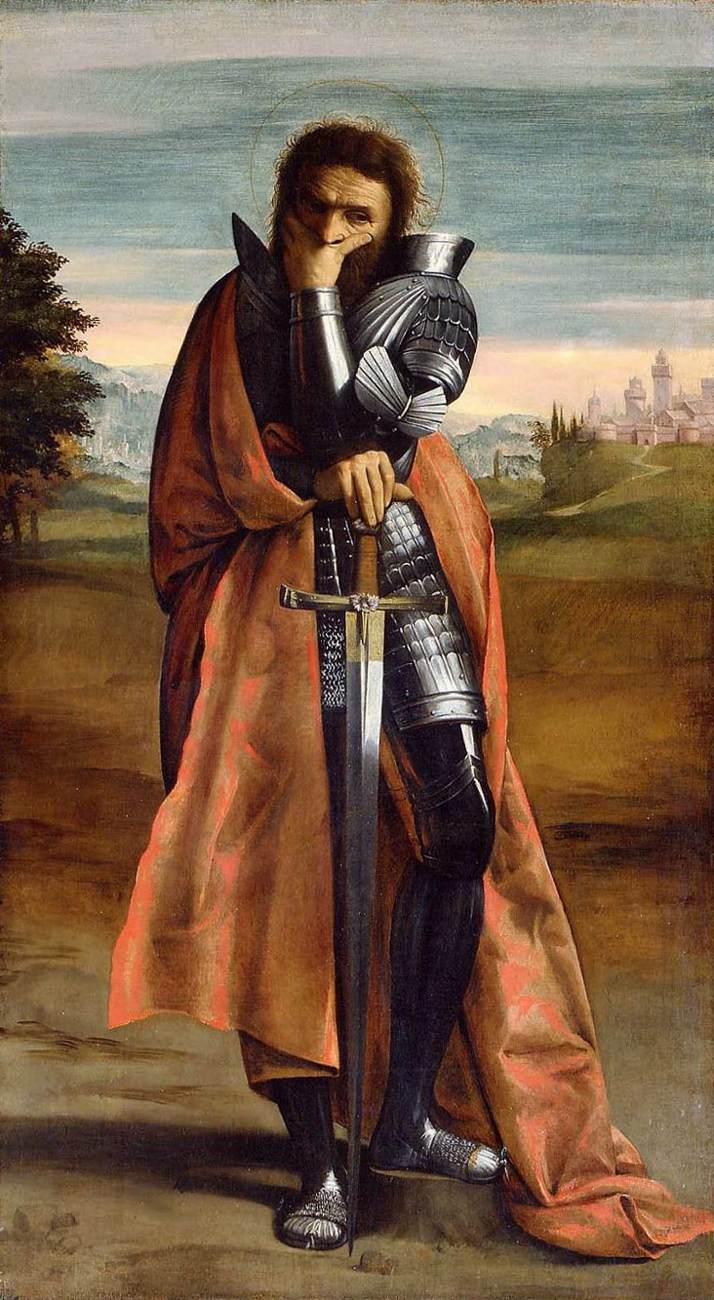
Scarsellino, San Demetrio, Museum of Fine Arts di Boston.

Ippolito Scarsella, noto con il nome d'arte di Scarsellino (Ferrara, 1550 o 1551 – Ferrara, 28 ottobre 1620), è stato un pittore italiano.

## Biografia
Ippolito Scarsella detto lo Scarsellino, nasce a Ferrara intorno al 1550. Era figlio di Sigismondo Scarsella, anch'egli pittore. Fu il padre ad avvicinarlo alla pittura, curandone le aspirazioni e spronandolo alla futura professione.
Già a 17 anni Scarsella lascia Ferrara. Non è certa una prima visita a Bologna. Si ricorda invece un tirocinio piuttosto lungo alla bottega del Veronese, operante a Venezia, dove il pittore incontra altri pittori della grande scuola veneta. Qui assimila lo stile manieristico e la rivoluzione del movimento e del colore imposta dal Tiziano. Tornato a Ferrara lo Scarsella inizia ad operare in proprio ed apre una sua bottega. Sono gli ultimi anni del Governo della Dinastia Estense.
Pittore ispirato e veloce, ben presto il proprio nome si associa ad un gran numero di lavori. Forse proprio per la grande quantità di opere lasciate la critica non ha mai apprezzato fino in fondo l'opera di questo talento.
La sua è invece una pittura di alta qualità, impregnata dello stile tardo manierista all'epoca in voga. Buona parte dei dipinti viene commissionata da Istituti Religiosi e tuttora a Ferrara è facile trovare opere firmate Scarsellino nelle chiese maggiori. Ma opere della sua bottega sono sparse in tutti gli angoli del mondo. Senza contare i dipinti andati persi, rubati o distrutti durante la seconda guerra mondiale. Alcuni come quelli presenti alla romana Villa Borghese sono considerati veri capolavori dell'arte manieristica. Tuttavia, quasi mai la quantità ha mortificato la qualità. Scarsella dipinse sempre anche quando sembrò subire l'alta scuola dei Carracci.
Scarsellino morì il 28 ottobre 1620 nella bottega di un barbiere, ancora insaponato, soffocato dal catarro e dalla tosse.

## Opere
- Andata al Calvario, Museum of Fine Arts, Boston
- Il martirio di San Venanzio da Camerino (Houston)
- La Gloria conquista il Tempo, Wadsworth Atheneum, Hartford
- Annunciazione, Museo diocesano, Carpi
- Madonna col Bambino e Santa Caterina, (seconda metà XVI secolo), Galleria Nazionale di Parma
- Madonna con Bambino, San Giuseppe e un angelo (Madonna della pappa), (1590-1600 circa), Galleria Nazionale di Parma
- Vergine adorata dai Santi (1609), Metropolitan Museum of Art, New York
- Paesaggio con Abramo e Isacco (Oxford) (attribuito)
- Apollo, Museum of Fine Arts, San Francisco
- Nascita della Vergine (1605), Collegiata di Santa Maria Maggiore, Pieve di Cento
- La Vergine con bambino e Santi (circa 1600), Museum of Fine Arts, Houston
- Madonna della Ghiara, (1607), Chiesa di San Adriano III, Spilamberto
- Adorazione dei Magi (circa 1600), Musei Capitolini, Roma
- Natività della Vergine, Musei Capitolini, Roma
- Battesimo di Cristo, Musei Capitolini, Roma
- Fuga in Egitto, Musei Capitolini, Roma
- Cacciata dei mercanti dal tempio, Musei Capitolini, Roma
- Scena allegorica, Pinacoteca Nazionale, Ferrara
- San Demetrio, Museum of Fine Arts, Boston
- La Visitazione di Santa Elisabetta, Pinacoteca dei Musei Vaticani, Città del Vaticano
- Il giudizio di Paride, Galleria degli Uffizi, Firenze
- Vergine in gloria con il bambino e i Santi Rocco e Lodovino Bertrando, Chiesa di San Domenico, Ferrara, [collegamento interrotto]
- San Carlo Borromeo in preghiera, Chiesa di San Domenico, Ferrara [collegamento interrotto]
- San Lorenzo martire e San Francesco e un devoto, Cattedrale di Ferrara, [collegamento interrotto]
- Lot e le figlie, collezione privata, Italia
- La strage degli Innocenti, 1620, Museo civico di Modena
- San Michele Arcangelo combatte contro Satana con San Giovanni il maggiore e Alessandro Mastellari, Pinacoteca Civica, Pieve di Cento
- Madonna del Rosario, commissionato da Francesco Bevilacqua e Virginia Turchi. Insigne Chiesa dei Santi Martino e Severo (Crespino), Crespino (RO)